# 郭正煥
郭正煥（韓語：곽정환，1972年—），韓國電視劇導演。

## 作品

### 電視劇
- 2005年：KBS《這該死的愛情》
- 2007年：KBS《漢城別曲-正》
- 2010年：KBS《推奴》
- 2010年：KBS《逃亡者Plan.B》
- 2013年：tvN《籃球》
- 2015年：OCN《鄰家英雄》
- 2016年：tvN《THE K2》
- 2018年：JTBC《漢摩拉比小姐》
- 2019年：JTBC《輔佐官–改變世界的人們》
- 2020年：SBS《飛吧開天龍》

### 製作作品
- 2008年：KBS《單身爸爸戀愛中》

### 助理導演作品
- 2003年：KBS《小爸爸上學去》

## 獲獎
| 年份   | 大獎                | 獎項         | 作品     | 結果 |
| ------ | ------------------- | ------------ | -------- | ---- |
| 2010年 | 第5屆首爾國際電視節 | 韓流最佳導演 | 《推奴》 | 獲獎 |

## 外部連結
- NAVER搜索 （页面存档备份，存于）